# Капоколе (Форли-Чезена)
Капоколе је насеље у Италији у округу Форли-Чезена, региону Емилија-Ромања.
Према процени из 2011. у насељу је живело 999 становника. Насеље се налази на надморској висини од 31 м.